# آندره فیلیپه سیکساس دیاز
آندره فیلیپه سیکساس دیاز (به پرتغالی: André Felippe Seixas Dias) مهاجم اهل برزیل است که در شهر Montes Claros و در تاریخ ۱۱ مارس ۱۹۸۱ به دنیا آمده‌است.
آندره فیلیپه سیکساس دیاز در تیم‌های فوتبال سانتوس سابقهٔ حضور دارد.